# Дарико
«Дарико» — художественный фильм снятый на киностудии «Грузия-фильм» в 1936 году.

## Сюжет
Фильм повествует о восстании крестьян против помещиков.
Зажиточный крестьянин Дроидзе хочет захватить землю, принадлежащую вдове Бабале. Для выполнения этого плана он обвиняет Симона, сына Бабале, в подделке документов на владение землёй. Симона арестовывают. Сына и мать выселяют из собственного дома и приговаривают к ссылке на Север. Сын богача Дроидзе пытается изнасиловать Дарико, жену Симона. В борьбе за свою честь женщина убивает насильника. Дарико покидает деревню и находит убежище в лесу вместе с группой вооружённых крестьян, которые защищают местных жителей от набегов казаков. Симон, который совершает побег из тюрьмы, присоединяется к своей жене.

## В ролях
- Тамара Цицишвили — Дарико
- Нуца Чхеидзе — Марина
- Серго Закариадзе — Симоно
- Александр Жоржолиани — писарь Мосэ
- Аркадий Хинтибидзе — Титико